# ISO 3166-2:MO
ISO 3166-2:MOは、ISOの3166-2規格のうちMOで始まるものであり、マカオの行政区分のコードである。MOはISO 3166-1によるマカオのコード。マカオには2つの地区があるが、 ISO 3166-2はそれらにコードを割り振りしていない。マカオのコードは、ISO 3166-2:MOのほか、ISO 3166-2:CN-92も割り振られている（ISO 3166-2:CNは、中華人民共和国の行政区分コードである）。